# Alpaida elegantula
Alpaida elegantula är en spindelart som först beskrevs av Archer 1965.  Alpaida elegantula ingår i släktet Alpaida och familjen hjulspindlar.
Artens utbredningsområde är Martinique. Inga underarter finns listade i Catalogue of Life.